# Ruth Maria Kubitschek
Pour les articles homonymes, voir Kubitschek.
Ruth Maria Kubitschek ([ʁuːt ma.ˈʁiː.a ˈku.biː.t͡ʃɛk] ), née le 2 août 1931 à Chomutov (Tchécoslovaquie) et morte le 1er juin 2024 en Suisse, est une actrice germano-suisse.

## Biographie
Le père de Ruth Maria Kubitschek dirigeait une mine de charbon dans le nord de la Bohême. Après la fin de la Seconde Guerre mondiale, la famille s'est réfugiée à Köthen en Allemagne de l'Est. Kubitschek a grandi à la campagne avec quatre frères et sœurs. Contre la volonté de ses parents, elle opte pour le métier d'actrice et, après le collège, elle fréquente la Hochschule für Theater und Musik de Halle-sur-Saale ainsi que le Deutsche Theater-Institut, (Institut Stanislawski) à Weimar.

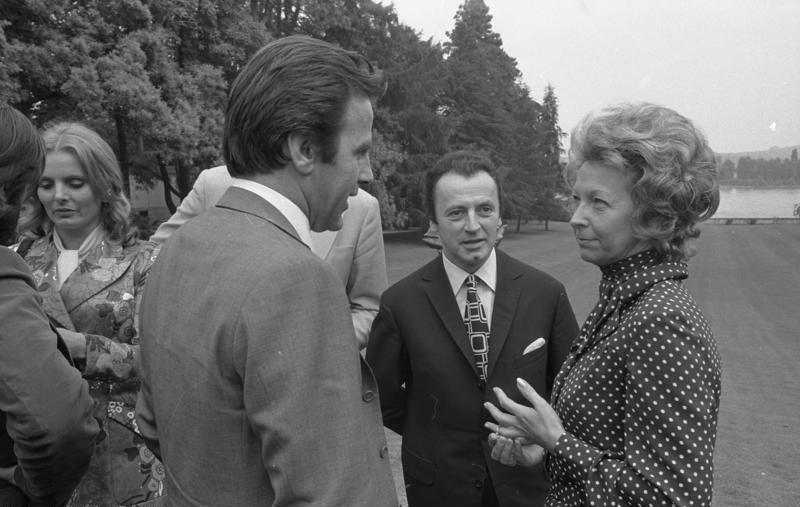
Ruth Maria Kubitschek, Maximilian Schell, Eddi Arent et Rut Brandt lors d'une réception à Bonn en 1971.

C'est à Halle que Kubitschek fait ses débuts sur scène dans la pièce Maître Puntila et son valet Matti de Bertolt Brecht. À Weimar, elle avait déjà acquis une certaine notoriété, si bien qu'on lui demanda d'évaluer le niveau de la troupe de comédiens à l'école régionale de Pforta, riche en traditions, en compagnie de son futur conjoint Götz Friedrich ; cet événement fut plus tard adapté en littérature par l'ancien membre de la troupe de comédiens Karlheinz Klimt. Ensuite, elle poursuit son travail sur les planches à Schwerin, au Naturtheater Thale ainsi qu'à Berlin, et elle devint finalement une vedette de la scène acclamée en RDA. En 1959, lors d'une tournée, elle reste en Allemagne de l'Ouest, où elle commence également par faire de nombreuses apparitions au théâtre.
En 1953, Kubitschek fait ses débuts au cinéma sous la direction d'Eduard Kubat (de) dans la comédie est-allemande Jacke wie Hose (de) dans le rôle d'Eva. Suivront de nombreux films à l'Est comme à l'Ouest, dont le film de science-fiction L'Étoile du silence (1960), le téléfilm Lysistrata (1961) avec Romy Schneider ou le film érotique L'Ingénue perverse (1969) avec Edwige Fenech, adapté de la nouvelle Yvette de Guy de Maupassant. Son dernier travail au cinéma a été réalisé en 2013 aux côtés de Matthias Schweighöfer dans le rôle-titre du road-movie Frau Ella de Markus Goller, tourné notamment en Bretagne. En août 2014, elle a officiellement déclaré son retrait du monde du spectacle.
Parallèlement à son travail sur scène et au cinéma, Kubitschek a travaillé comme comédienne de doublage et a prêté sa voix à Danielle Darrieux (Huit Femmes), Daliah Lavi (Les Cavaliers rouges) et Delphine Seyrig (Muriel ou le Temps d'un retour), entre autres.

### Vie privée
Ruth Maria Kubitschek se marie en 1953 avec le metteur en scène d'opéra Götz Friedrich avec qui elle a un fils, Alexander (* 1957), dont elle divorce en 1962. À partir de 1976, elle est en relation avec le producteur de télévision Wolfgang Rademann († 2016). En janvier 2013, elle est naturalisée suisse. En privé, elle s'intéresse aux thèmes de la méditation et de l'ésotérisme et écrit plusieurs livres à ce sujet. Jusqu'au printemps 2022, Kubitschek vit dans la commune de Salenstein, au bord du lac de Constance, en Suisse. Au printemps 2022, elle déménage à Ascona, au bord du lac Majeur.

## Filmographie
- 1953 : Jacke wie Hose (de) d'Eduard Kubat (de)
- 1953 : Das kleine und das große Glück (de) de Martin Hellberg
- 1956 : Thomas Müntzer (de) (Thomas Müntzer – Ein Film deutscher Geschichte) de Johannes Knittel (de)
- 1957 : Der Fackelträger (de) de Johannes Knittel
- 1959 : Ehesache Lorenz (de) de Joachim Kunert (de)
- 1960 : Das Leben beginnt (de) de Heiner Carow
- 1960 : L'Étoile du silence (Der schweigende Stern) de Kurt Maetzig
- 1961 : Lysistrata (Die Sendung der Lysistrata) de Fritz Kortner
- 1962 : Les Nouveaux Exploits de Father Brown (de) (Er kann's nicht lassen) d'Axel von Ambesser
- 1966 : Quartier interdit (Sperrbezirk) de Will Tremper (de)
- 1967 : Passions d'une nuit d'été (de) (Mittsommernacht) de Paul May
- 1969 : L'Ingénue perverse (Madame und ihre Nichte) d'Eberhard Schröder
- 1969 : Je couche avec mon assassin (Ich schlafe mit meinem Mörder) de Wolfgang Becker
- 1972 : La Pluie noire (Und der Regen verwischt jede Spur) d'Alfred Vohrer
- 1972 : Les Gens de Mogador (série télé, épisodes 1 à 4) : Félicité Peyrissac
- 2013 : Frau Ella de Markus Goller